# Vladímir Gaglóyev
Vladímir Mijáilovich Gaglóyev, en ruso Влади́мир Миха́йлович Гагло́ев, en osetio Гаглойты Михаилы фырт Владимир Gagloity Mijaily fyrt Vladimir ((1 de febrero de 1927, Dodoti (Osetia del Sur) - 12 de febrero de 1996, Moscú) fue un escritor y dramaturgo osetio.
Gaglóyev dedicó su vida principalmente a hacer teatro en lengua osetia. Trabajó además como publicista, y como periodista fue redactor de la revista "Фидиуæг" ("'Fidiuag'", "'El Mensajero'") de 1968 a 1978.
El 15 de mayo de 2003 una calle de Tsjinvali (en Osetia del Sur, Georgia) fue nombrada en su honor.
- Datos: Q2030396